# Nordmende
Nordmende – były niemiecki producent elektroniki użytkowej z Bremy.
Firma powstała w Dreźnie w 1923 roku jako "Radio H. Mende & Co". Po zawieszeniu działalności w 1945 roku Martin Mende (1898–1982) w 1947 roku założył "Norddeutsche Mende-Rundfunk GmbH" w halach produkcyjnych po zakładach Focke-Wulf. Później firma przybrała nazwę "Nordmende".
Był to producent elektroniki użytkowej i sprzętu hi-fi w obu republikach niemieckich. W 1977 roku firmę kupił koncern Thomson, a w latach 80. marka zniknęła z rynku, zaś fabryka w Bremie została zamknięta. Produkty pod nazwą Nordmende były jeszcze produkowane na początku lat 90, jednak pod napisem Nordmende widniał napis "Thomson Technology". Sprzęt firmy był wysoko zaawansowany jak na swoje czasy.

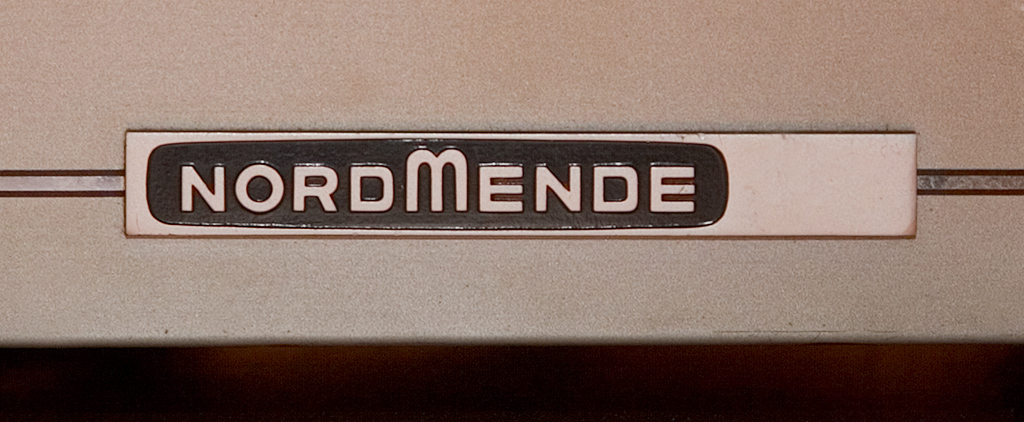
Nordmende-Logo
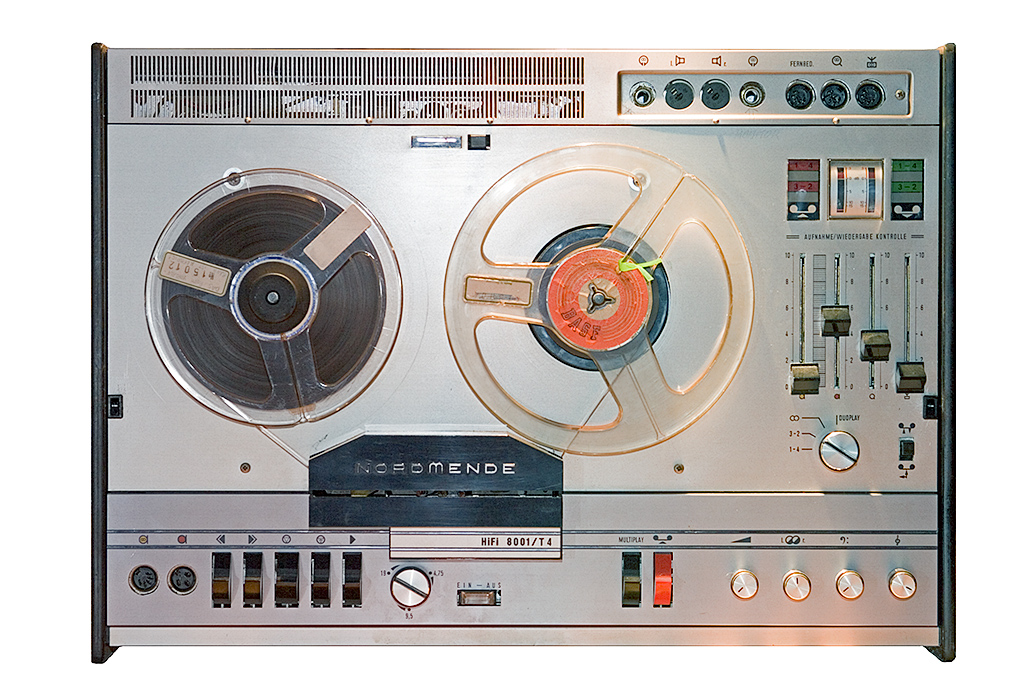
Magnetofon szpulowy (Waga: 17 kg)
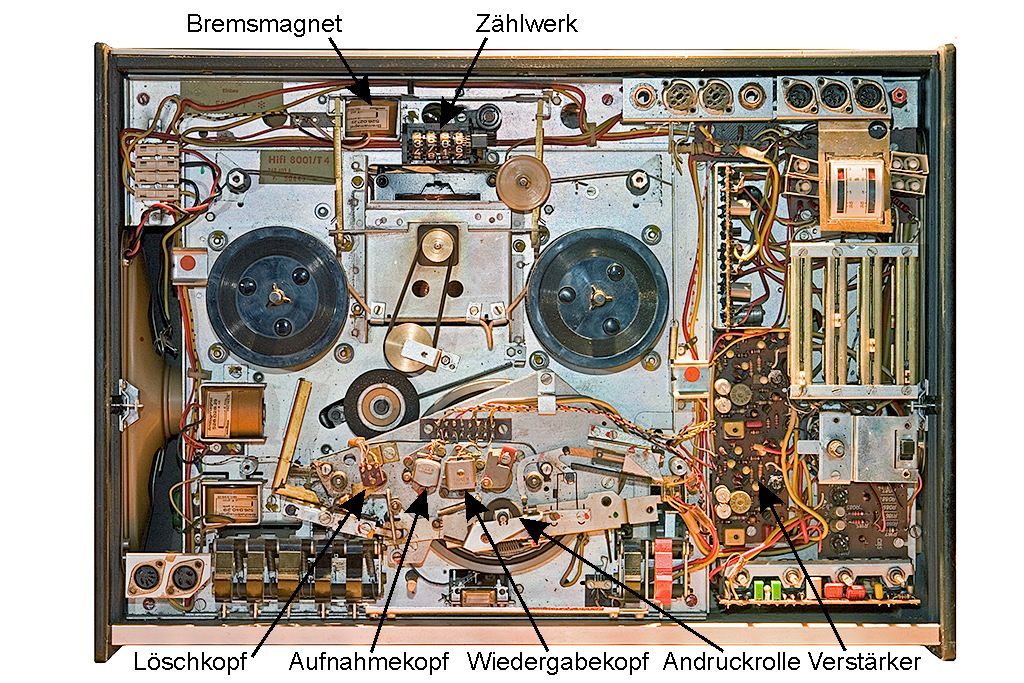
Magnetofon szpulowy (Wnętrze)